# Deutsche Vermögensberatung

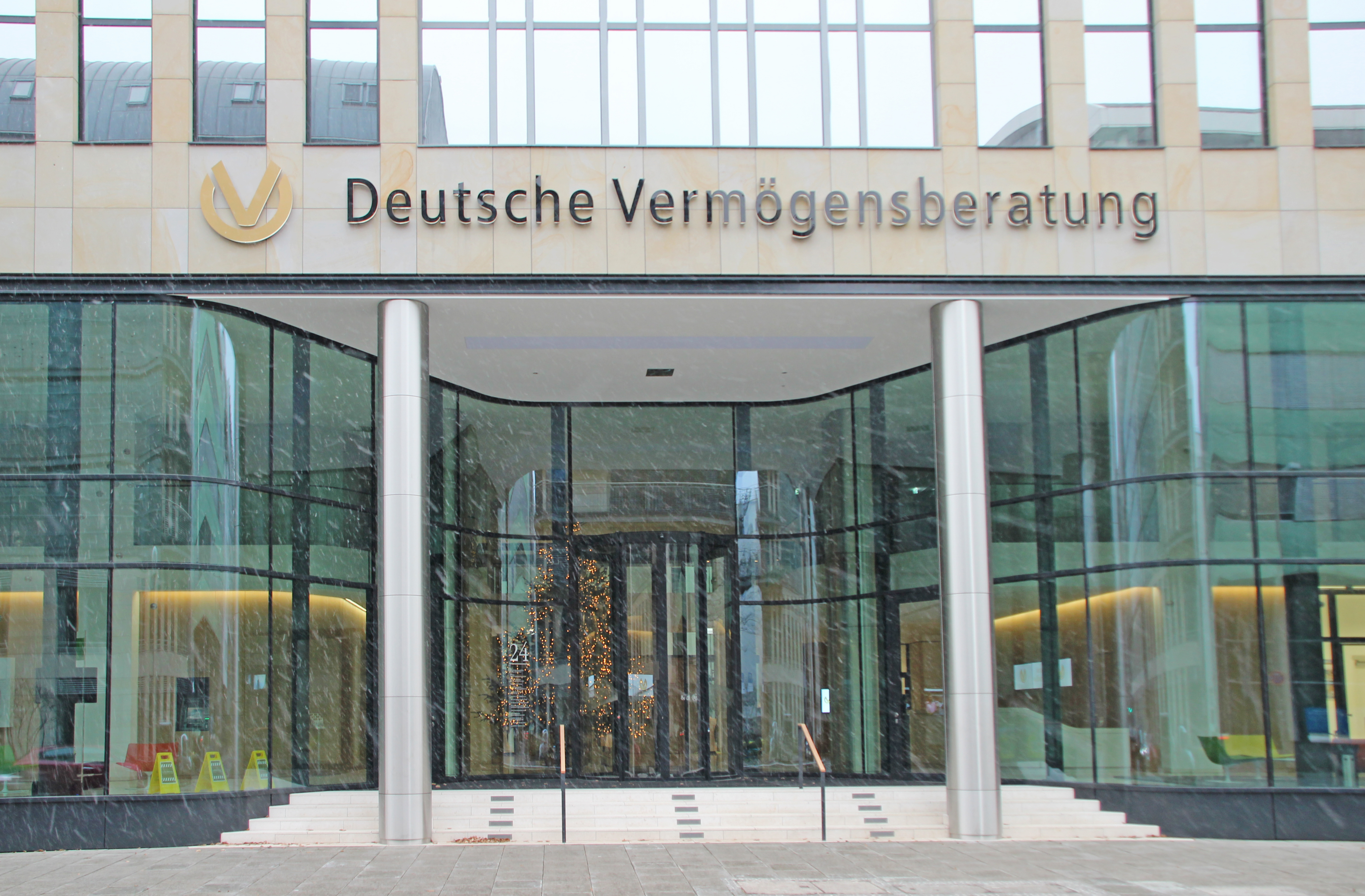
Deutsche Vermögensberatung à Francfort

Deutsche Vermögensberatung (DVAG), qui pourrait se traduire en français par « Conseillers allemands en gestion de patrimoine », est une société basée à Francfort, en Allemagne. La société DVAG est présente en Allemagne, en Autriche et en Suisse. Fondée en 1975 par Reinfried Pohl, l'entreprise est pilotée par la Deutsche Vermögensberatung Holding et le plus grand distributeur autonome de services financiers d'Allemagne.
Avec plus de 5 000 divisions et succursales de vente, Deutsche Vermögensberatung dessert environ 8 millions de clients. Au cours de l’exercice 2023, la société a réalisé un chiffre d’affaires de 2,30 milliards d’euros et des bénéfices de 271,9 millions d’euros. Le volume total des contrats négociés (portefeuille total) s’est élevé à 251,7 milliards d’euros.

## Direction

### Conseil d’administration
La société est dirigée par un conseil d’administration composé des personnes suivantes :  
- Andreas Pohl (Président du conseil d'administration)
- Marcus Aßmuth (Développement de l'entreprise, marketing)
- Andreas Franken (Juridique, RH)
- Christian Glanz (informatique, opérations, administration)
- Lars Knackstedt (Finances, Participations, Immobilier, Impôts)
- Markus Knapp (Développement central des ventes, assurances, éducation et formation)
- Helge Lach (Marchés et réglementations, associations professionnelles, centre de formation à Marburg)
- Steffen Leipold (Banque et investissement, pays étrangers)
- Robert Peil (Coordination des ventes, événements, formation des cadres)

### Conseil de surveillance
Hans-Theo Franken est président du conseil de surveillance depuis avril 2021.

## Historique
En 1975, Reinfried Pohl a commencé à créer la société sous le nom de « Kompass Gesellschaft für Vermögensanlagen GmbH ». Pohl avait travaillé pour Investors Overseas Services (IOS) de 1967 à 1969, et avait été employé par Bonnfinanz de 1970 à 1974. Le 1er juillet 1975, il a démarré la société avec environ 35 de ses anciens collègues de Bonnfinanz. PDans les années 1950, Pohl a développé le « concept du tout-finance » sur lequel se fonde DVAG.
“Allgemeine Vermögensberatung AG” (AVAG) a été créée en 1976. En 1983, AVAG a été renommée « Deutsche Vermögensberatung AG ». Les fils de Reinfried Pohl, Andreas et Reinfried Jr. sont entrés au conseil d'administration de la société en 1984. “Allgemeine Vermögensberatung AG” (AVAG) a été créée en 1976. En 1983, AVAG a été renommée« Deutsche Vermögensberatung AG ». Les fils de Reinfried Pohl, Andreas et Reinfried Jr. sont entrés au conseil d'administration de la société en 1984. La coopération avec la Deutsche Bank a commencé en 2001.
En 2003, la société a été restructurée pour former la « Deutsche Vermögensberatung Holding » dont le siège social est à Marbourg. L’entreprise est entrée sur le marché suisse en 2004 avec « SVAG Schweizer Vermögensberatung ». En 2007, DVAG est devenue le distributeur exclusif des assurances AachenMünchener et gère depuis ce segment comme une filiale indépendante appelée « Allfinanz Deutsche Vermögensberatung ». La même année, l'organisation a intégré FVD. En 2008, DVAG a repris la distribution de la Deutsche Bausparkasse Badenia et est devenue en 2018 le distributeur exclusif de Generali (EVG).

## Partenaires commerciaux
En Allemagne, le partenaire le plus important est le groupe Generali Deutschland avec ses sociétés membres telles que Badenia Bausparkasse et Advocard Rechtsschutzversicherung (assurance juridique). Il existe plusieurs autres collaborations, par ex. avec l’assurance santé BKK Linde.
Dans le cadre de son partenariat avec Deutsche Bank Group, DVAG distribue les produits bancaires de la Deutsche Bank (DB) et les fonds d'investissement DWS, filiale de la DB, depuis 2001. Les autres partenaires sont Commerzbank, HypoVereinsbank, DSL Bank, Santander Bank, Allianz Global Investors, et Geiger Edelmetalle AG.
La Deutsche Verrechnungsstelle (DV), également basée à Francfort-sur-le-Main, est spécialisée dans la gestion professionnelle des factures pour les commerçants et le secteur des PME. Elle offre des produits et des services pour assurer les liquidités de ces entreprises. Elle a été créée en 2015 par Andreas Pohl et Reinfried Pohl.
En Autriche, DVAG a établi des partenariats avec Generali Versicherungs AG, Unicredit Bank Austria, BAWAG P.S.K., Allianz Global Investors, DWS et s Bausparkasse. Les partenaires commerciaux suisses de DVAG sont Generali, PAX, bank zweiplus, CSS, Innova, assura, Sanitas, Glarner Kantonalbank, et, depuis 2021, Global Sana AG. Il est prévu de regrouper les activités de la Deutsche Vermögensberatung sur le marché suisse par la création d'une société holding. Cette société holding comprendra les deux sociétés d'exploitation indépendantes Global Sana AG et SVAG Schweizer Vermögensberatung AG.

## Parrainage
Depuis 1996, la DVAG est active dans le sponsoring sportif et, dans ce contexte, la société a travaillé avec un certain nombre d'athlètes. En dehors du partenariat actuel avec Jürgen Klopp, les partenaires de sponsoring comprennent Fabian Hambüchen, Britta Heidemann, Joey Kelly et Mick Schumacher.
Sept fois champion du monde de Formule 1, Michael Schumacher collabore avec DVAG depuis 1996. Le contrat de sponsoring existant reste en vigueur même après le grave accident de ski de Schumacher en décembre 2013. En février 2016, l’exposition Michael-Schumacher a été inaugurée à Marbourg pour célébrer le 20e anniversaire du partenariat et s’est tenue jusqu’en décembre 2018. Le fils de Schumacher, Mick, est aussi actuellement sponsorisé par la société puisqu’il est lui-même pilote de Formule 1.

## Engagement social
Deutsche Vermögensberatung soutient des projets sociaux et des organisations telles que l'organisation à but non lucratif Menschen brauchen Menschen e.V. La DVAG soutient des projets éducatifs pour les enfants et est l’un des principaux partenaires de Tafel Deutschland (Banque alimentaire) depuis 2020.

### RTL Spendenmarathon
Depuis le 25e RTL-Spendenmarathon 2020, Deutsche Vermögensberatung a apporté son soutien à la fondation Stiftung RTL - Wir helfen Kindern e. V. En 2020, en collaboration avec ses ambassadeurs de marque, elle a pu collecter la somme de 300 000 euros de dons. Lors du 26e RTL Spendenmarathon 2021, un don de 500 000 euros a été atteint avec le soutien de la société, qui a été porté à 1 million d’euros par la famille Schumacher. Les dons ont bénéficié à la Stiftung RTL pour ses projets éducatifs.

### Soutien après les inondations de 2021 en Europe
Deutsche Vermögensberatung a collecté environ 650 000 euros de dons pour soutenir diverses mesures dans les zones inondées touchées par les inondations de 2021 en Europe. DVAG a elle-même donné environ 40 % de la somme.

### Aide dans le cadre de la guerre en Ukraine
En mars 2022, Deutsche Vermögensberatung a fait un don d’un million d’euros d’aide d’urgence à Menschen brauchen Menschen e.V. afin de fournir une aide rapide et non bureaucratique aux personnes touchées par la guerre en Ukraine. À la mi-mars, en collaboration avec l’organisation Luftfahrt ohne Grenzen / Wings of Help e. V., plusieurs tonnes d’aide humanitaire ont été acheminées en Ukraine, financées par la Deutsche Vermögensberatung.